# Hermann-Ida-Kreuz

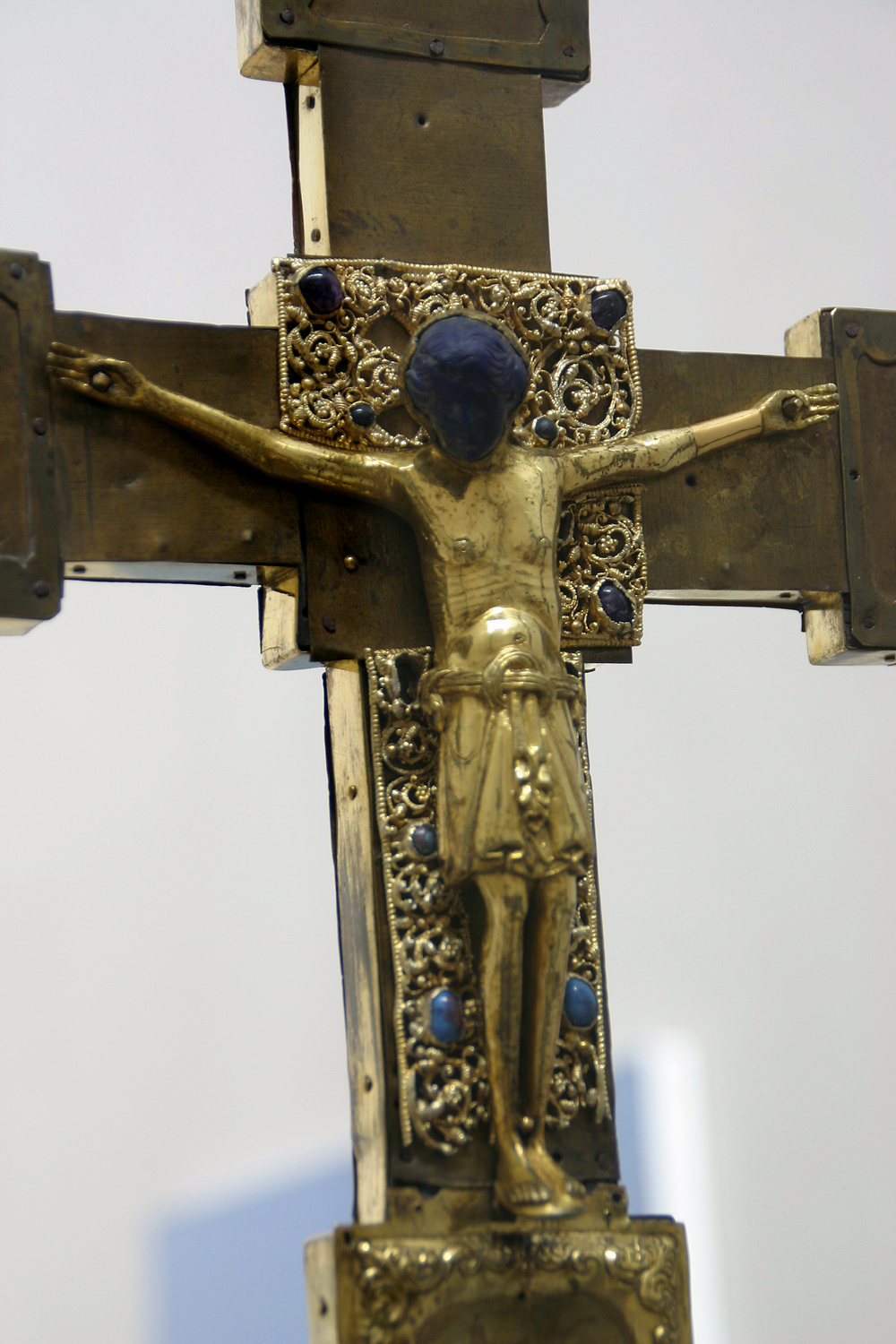
Teilansicht der Vorderseite

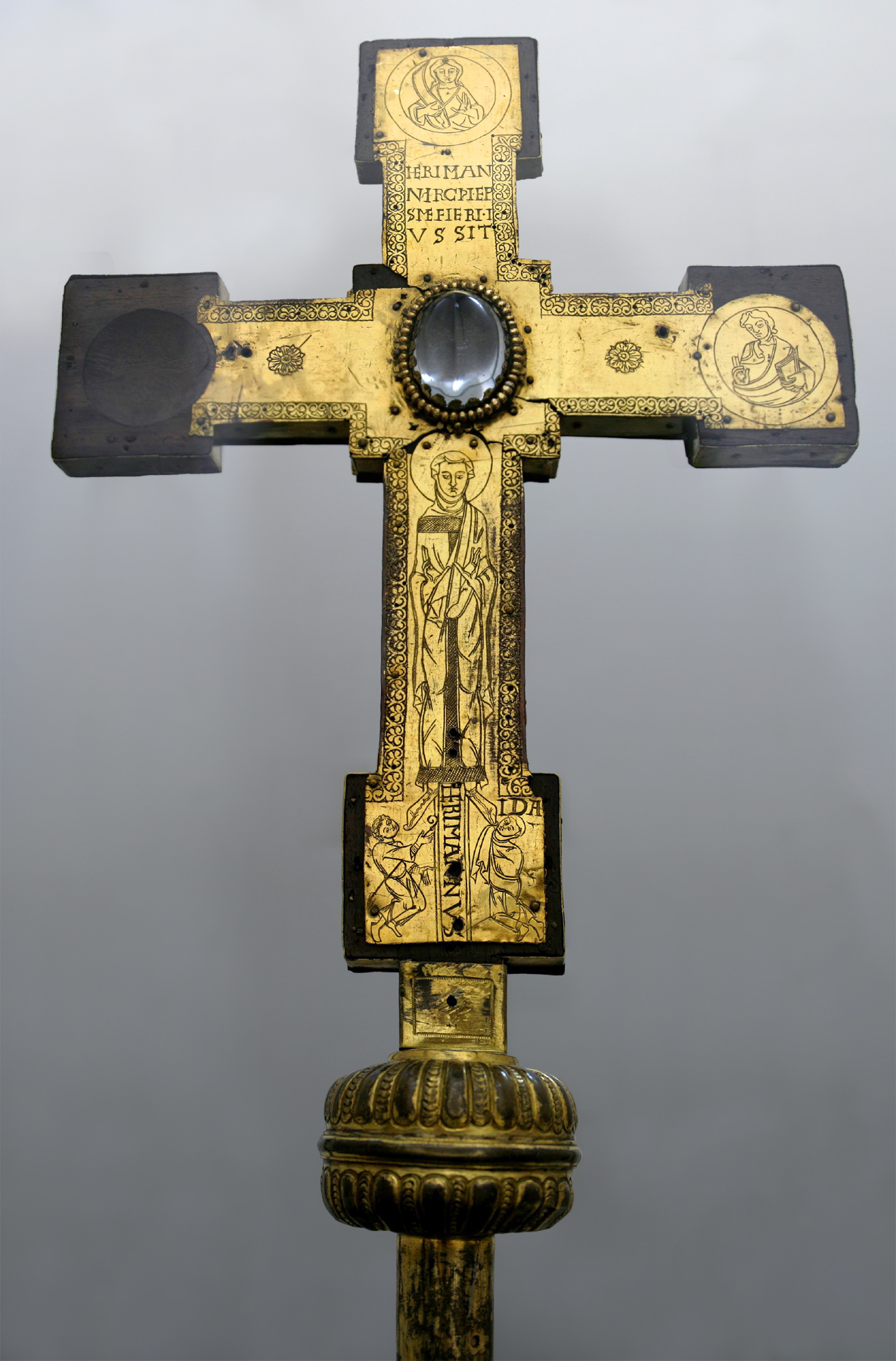
Rückseite des Kreuzes mit Stifterbild

Das Hermann-Ida-Kreuz, oft auch als Heriman-Kreuz bezeichnet, ist ein Vortragekreuz, das sich heute im Diözesanmuseum Köln befindet. Seinen Namen erhielt das im 11. Jahrhundert entstandene Kreuz von Erzbischof Hermann von Köln und seiner Schwester Ida, Äbtissin der Kölner Frauenkommunität St. Maria im Kapitol, die auf ihm abgebildet sind.

## Beschreibung
Das Kreuz ist 33,3 cm hoch und 28 cm breit. Es handelt sich um ein lateinisches Kruckenkreuz mit einer quadratischen Erweiterung im Schnittpunkt der Kreuzbalken. Der Nodus und die Kartusche zur Aufnahme der Stange bei der Verwendung als Vortragekreuz sind barocke Ergänzungen.
Die Vorderseite des Kreuzes ist stark zerstört, der Schmuck an den äußeren Enden fehlt. Der Kruzifixus ist aus Bronze gegossen und vergoldet. Christus ist als Lebender dargestellt, der Körper ist leicht nach rechts gedreht, der Oberkörper wirkt ermattet. Die Arme sind gezerrt, der Bauch vorgewölbt und gestaucht, die Daumen hängen abwärts und der Kopf ist nach rechts geneigt. Der Kopf, eine aus Lapislazuli geschnittene Gemme ist ein Porträt aus dem julisch-claudischen Herrscherhaus. Es könnte eine Abbildung der Livilla, Schwester des römischen Kaisers Claudius, bzw. der Livia oder Antonia sein. Die Gemme ist demnach eine antike Spolie. Das Kruzifixus ist hinterlegt mit Filigran, das aus dem 13. Jahrhundert stammt.
Die Rückseite des Kreuzes ist besser erhalten. Sie ist mit vergoldetem Kupferblech belegt, in das die Figuren und Inschriften eingraviert sind. Ein Bergkristall nimmt den Schnittpunkt der Kreuzbalken ein. In den oberen und seitlichen Krücken des Kreuzes befinden sich gravierte allegorische Figuren, die die drei christlichen Haupttugenden Glaube, Liebe und Hoffnung symbolisieren, wobei sich die Darstellung der Liebe am Ende des Kreuzstammes befindet. Eine der drei Platten ist verloren, an ihrer Stelle ist eine Vertiefung im Holz des Kreuzes zu erkennen, die zur Aufnahme von Reliquien bestimmt war. Entsprechende Vertiefungen befinden sich in allen Krücken sowie im quadratischen Feld der Kreuzmitte. Die Krücke am Kreuzfuß und der Kreuzstamm nehmen das Stifterbild des Kreuzes auf. Die untere Krücke wird durch einen mittigen, senkrechten Schriftzug HERIMANNVS geteilt. Rechts von dieser Inschrift befindet sich kniend der Stifter Herimann, der durch einen Stab als Bischof ausgewiesen ist, jedoch kein bischöfliches Ornat trägt. Links von der Inschrift befindet sich eine gravierte Frauenfigur in der Kleidung einer Ordensfrau, über deren Kopf eher ungelenk der Name Ida eingeritzt ist. Beide knien zu den Füßen einer stehenden Marienfigur, deren Füße Ida demütig berührt. Maria trägt ein Untergewand, das mit zwei waagrechten und einem senkrechten Zierstreifen dargestellt ist, darüber ein Manteltuch, das sie sich schleierartig um den Kopf gelegt hat. Marias Hände sind zum Gebet erhoben; es handelt sich um eine Darstellung als Maria orans, die im europäischen Raum selten ist. Im oberen Kreuzstamm befindet sich die Stifterinschrift HERIMANN ARCHIEPS ME FIERI IVSSIT (Erzbischof Herimann befahl, dass ich gefertigt werde).

## Forschung

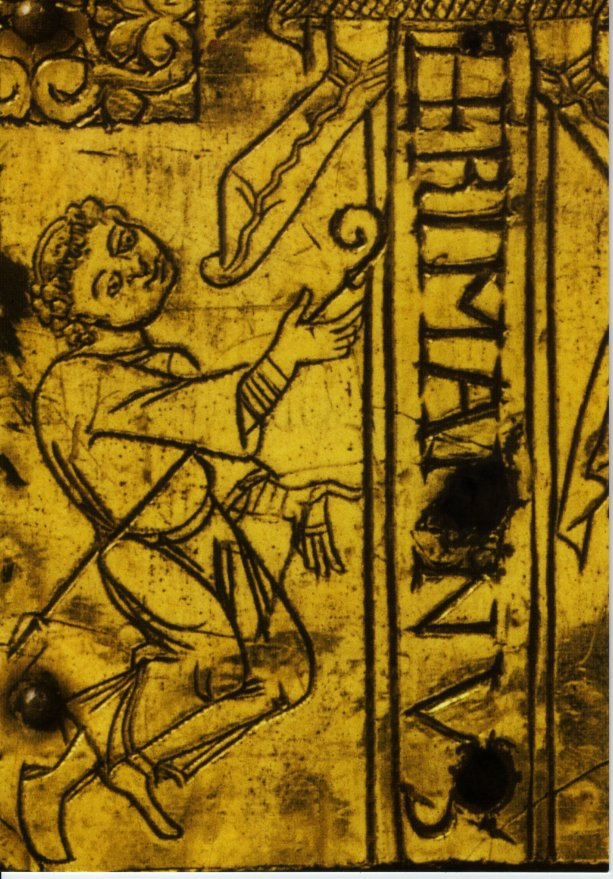
Bischof Hermann II. von Köln auf dem Stifterbild des Kreuzes

Das Diözesanmuseum Köln erhielt das Kreuz 1893 aus dem Nachlass des Kölner Museumsgründers und Weihbischofs Johann Baudri (1804–1893). Aufgrund der abgebildeten Hermann und Ida sowie Maria als Empfängerin der Stiftung wird angenommen, dass das Kreuz aus der Ausstattung der Kölner Stiftskirche St. Maria im Kapitol stammt, die von den Geschwistern Hermann und Ida aus dem Geschlecht der Ezzonen prächtig erweitert wurde und ein Marienpatrozinium aufweist. Bei der Datierung des Kreuzes um 1040 stützt man sich auf drei gesicherte Ereignisse: 1036 wurde Hermann zum Bischof geweiht und Ida zur Äbtissin von St. Maria im Kapitol ernannt; die Weihe der von ihnen gemeinsam erweiterten Kirche fiel ins Jahr 1049. Im Verzeichnis des Kölner Kircheninventars von Johannes Gelenius von 1645 ist das Kreuz nicht verzeichnet, seine Geschichte zwischen Herstellung und Wiederauftauchen im 19. Jahrhundert bleibt dunkel. Das filigrane Rankenwerk hinter dem Korpus aus dem 13. Jahrhundert wie auch die im Barock ergänzten Nodus und Kartusche beweisen mehrfache Umarbeitungen und Ausbesserungen; zeitweise war das Kruzifix sogar auf der heutigen Rückseite montiert, die entsprechende Befestigungsspuren aufweist.
Die Kreuzvorderseite entsprach ursprünglich einer Verbindung von Gemmenkreuz mit einem Kruzifix ähnlich dem Essener Otto-Mathilden-Kreuz oder dem ebenfalls Essener jüngeren Mathildenkreuz. Das ursprüngliche Aussehen der Vorderseite kann aufgrund der Verluste jedoch nicht rekonstruiert werden. Ein Zusammenhang des Hermann-Ida-Kreuzes mit dem jüngeren Mathildenkreuz, das eine Stiftung der Schwester Hermanns und Idas, der Essener Äbtissin Theophanu ist, wird vermutet. Auch das Essener Kreuz weist ein gegossenes Kruzifix auf, bei dem Christus auf einem Sockel steht und eine leichte Drehung des Oberkörpers nach rechts mit sehr gedehnt dargestellten Armen wie auch eine Kopfneigung nach rechts zeigt. Aufgrund dieser Ähnlichkeiten wird ein Entstehen der beiden Kruzifixe in einer Werkstatt entweder in Werden oder in Köln vermutet. Beide Kruzifixe stehen in der Zeichnung des Oberkörpers in der Tradition des Kölner Gerokreuzes, das jedoch auch in Essen rezipiert worden ist, so dass aus der Anlehnung an das Gerokreuz nicht auf den Gussort der Kruzifixe geschlossen werden kann. Beim Hermann-Ida-Kreuz fällt vor allem der Kopf des Kruzifixes aus blauem Lapislazuli auf, der handwerklich meisterlich mit dem Gusskorpus verbunden ist. Die Verwendung einer antiken Gemme am Schnittpunkt der Kreuzbalken ist bei ottonischen Kreuzen nicht außergewöhnlich, sowohl das Aachener Lotharkreuz als auch ein Kreuz, das Heinrich II. für das Basler Münster stiftete (heute im Kunstgewerbemuseum Berlin), tragen Gemmen an der Kreuzvierung. Das Hermann-Ida-Kreuz steht mit der Verwendung einer antiken Spolie in dieser Tradition. Dass die Gemme ursprünglich eine Frau aus der römischen Kaiserfamilie zeigte, dürfte dem Auftraggeber des Kreuzes nicht mehr bekannt gewesen sein. Verwendet wurde die Gemme vermutlich zum einen aufgrund ihres Alters, zum anderen wegen ihrer Farbe. Blau galt in Anknüpfung an den im Frühmittelalter sehr geschätzten Theologen Beda Venerabilis als Farbe der himmlischen Herrlichkeit. Neben dieser Anknüpfung an die kaiserliche Tradition durch Verwendung der Gemme stellt der Auftraggeber des Hermann-Ida-Kreuzes seine Beziehung zum Kaisertum durch die Wahl der Kreuzform heraus: Die Form entspricht exakt der des Reichskreuzes des Heiligen Römischen Reiches.
Eine Parallele zum Reichskreuz, das Reliquiar für die Reichsreliquien war, bilden auch die Hohlräume auf der Rückseite des Kreuzes. Zwar ist das Holz des Hermann-Ida-Kreuzes irgendwann vor 1893 erneuert worden, es ist jedoch wahrscheinlich, dass diese Vertiefungen im Holz auch ursprünglich vorhanden waren. Die Verbindung zwischen Kreuz und Reliquiar ist in der Epoche häufiger zu finden, beispielsweise beim Essener Theophanu-Kreuz oder dem Borghorster Stiftskreuz. Das Stifterbild der Rückseite weist zwei Eigentümlichkeiten auf. Zunächst ist der Name der Ordensfrau nicht in das Bildprogramm integriert, er ist nachträglich ergänzt. Möglich ist, dass Hermann das Kreuz fertigen ließ, ohne zu wissen, für welche Marienkirche es bestimmt sein sollte. Mehrere seiner Schwestern standen Stiften mit Marienpatrozinien vor, etwa neben Ida auch Theophanu in Essen. Die kniende Frauenfigur vermittelt die Stiftung an die Gottesmutter als eigentliche Empfängerin. Die zweite Besonderheit ist, dass Hermann zwar mit Bischofsstab, aber ohne bischöflichen Ornat dargestellt wird. Hierfür sind mehrere Interpretationen möglich. Hermann könnte, ähnlich wie die Essener Äbtissin Mathilde für ihr Abbild auf dem Stifterbild des Otto-Mathilden-Kreuzes die Abbildung ohne Ornat gewählt haben, um den Charakter einer privaten Stiftung als Familienmitglied der Ezzonen und nicht als Bischof von Köln zu betonen. Eine andere Interpretation ist, dass Hermann das Kreuz zwischen seiner Investitur durch den Herrscher, bei der ihm der Bischofsstab übergeben wurde, und seiner Bischofsweihe und Einkleidung fertigen ließ. Nach dieser Interpretation wäre das Kreuz um 1036 entstanden. Gegen diese These spricht der Zusammenhang des ikonographischen Programms des Kreuzes mit dem des erst später entstandenen Neubaus der Kirche St. Maria im Kapitol.

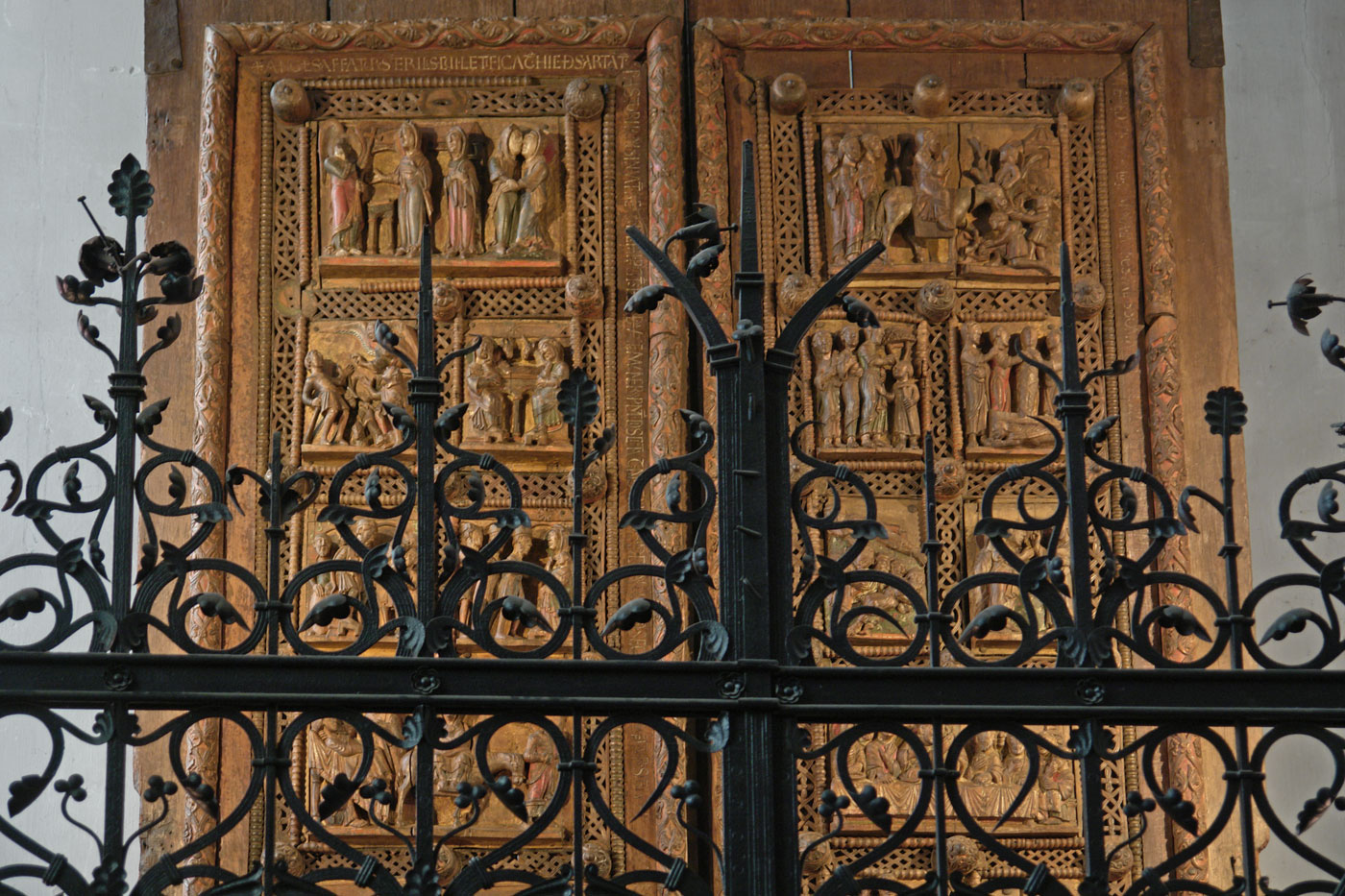
Die Schnitzereien der Holztür von St. Maria im Kapitol stehen in Sinnzusammenhang mit dem Bildprogramm des Kreuzes

Das Kreuz entstand vermutlich zur Altarweihe von St. Maria im Kapitol 1049, die von Papst Leo IX. im Beisein Kaiser Heinrichs III. vorgenommen wurde. Die Darstellung der Grundtugenden auf dem Kreuz stellten dieses innerhalb der Kirche St. Maria im Kapitol in einen größeren Zusammenhang. Zum Krönungsritual der deutschen Könige gehörte, dass sie nach der Krönung in Aachen in St. Maria im Kapitol beteten, dabei zogen sie durch die erhaltene geschnitzte Holztür in die Kirche ein. Das Bildprogramm der Holztür stellt den idealen christlichen Herrscher der unchristlichen Herrschaft des Herodes gegenüber und mahnte so den Neugekrönten an seine Pflichten als christlicher Herrscher. Beim Einzug wurde dem König das Hermann-Ida-Kreuz mit seiner Darstellung der christlichen Tugenden vorangetragen und ihm diese Tugenden so vor Augen gehalten.